# Поскьявино
Поскьявино — река в Швейцарии и в Италии, правый приток Адды. Длина реки — 27 км. Площадь водосборного бассейна — 238 км².
Начинается на высоте 2360 метров над уровнем моря у Форкола-де-Ливиньо. Течёт с севера на юг, протекает через озеро Поскьяво. Высота устья — 419 м, находится оно около Тирано. В стороны от основной долины отходят ответвления: Яль-ди-Пила, Валь-Агоне, Валь-ди-Кампо в верхней части и Кавалья и Ла-Роза в нижней. В нижней части долина сужается.
Ландшафты долины представлены лугами и пастбищами. Горные породы, слагающие долину — граниты, гнейсы, сланцевые породы.
Расход воды в Прада, вблизи впадения в озеро Поскьяво, составляет 6 м³/с.
На реке работает электростанция Миралаго-Камполоньо, построенная в 1906 году.